# 諸戸詩乃
諸戸 詩乃（もろと しの、1993年 - ）は、日本のピアニスト、作曲家、編曲家である。
愛知県生まれ。日本アーティスト所属、所属レーベルはカメラータ・トウキョウ。現在はオーストリア・ウィーン在住。

## 来歴
桐朋学園大学音楽学部附属「子供のための音楽教室」にて國井真美、阿部美果子に師事。10歳（2003年）よりウィーンに移住、ウィーン国立音楽大学ピアノ準備科よりエリザベート・ドヴォラック＝ヴァイスハールに師事。15歳（2008年）のとき、飛び級で同大学・ピアノ演奏科に入学した。故ハンス・ライグラフに高い評価を受け師事していた。マスタークラス等ではフィリップ・アントルモン、遠山慶子、ジャン＝クロード・ペヌティエ（英語: Jean-Claude Pennetier）、ミシェル・ベロフに学んだ。2012年同大学を卒業後、同大学院・ピアノ演奏科へ進学し2018年に卒業。在学中には、ポール・ヒル（国際リトミック指導者連盟会長）にリズム理論と内的聴取法を学んだ。歴史的演奏研究科に在学し、古典的演奏法をインゴマール・ライナーに師事。室内楽をウィーン・アルティス・カルテット（ドイツ語: Artis-Quartett）の第1ヴァイオリン奏者であるペーター・シューマイヤー（ドイツ語: Peter Schuhmayer）のもとで学んだ。

## 出演
- 2005年6月、フィガロ・ザール（ウィーン）にて自身初のソロ・リサイタルを開催。ピアニストとしてデビューした。
- 2005年、NHK番組スーパーピアノレッスン 第1期「モーツァルト」編にシリーズ最年少で出演。講師であったフィリップ・アントルモンより「きわめて洗練されたモーツァルト」と高評価を得た。
- 2006年および2007年、ウィーン芸術週間によるシューベルティアーデに招待され、出演。
- 2006年よりソロ・リサイタルをイタリア・ボローニャにて複数回開催。ボローニャ歌劇場管弦楽団首席メンバーらと共演。
- 2007年6月、紀尾井ホール（東京都千代田区）にてロイヤルチェンバーオーケストラ第64回定期演奏会に出演。指揮は故堤俊作。曲目はベートーヴェンのピアノ協奏曲第2番であった。
- 2011年、電気文化会館 ザ・コンサートホール（愛知県名古屋市）、浜離宮朝日ホール（東京都中央区）にてCD発売記念 ソロ・リサイタルを行った。
- 2012年、愛知県芸術劇場コンサートホール（愛知県名古屋市）「セントラル愛知交響楽団 市民合唱団による 悠久の第九」にて、セントラル愛知交響楽団と共演。
- 2013年2月、アメリカ・フロリダ州にてインターナショナルピアノフェスティバルに出演。指揮はフィリップ・アントルモン。曲目はベートーヴェンのピアノ協奏曲第4番であった。
- 2013年、国際芸術祭「あいちトリエンナーレ2013」において、セントラル愛知交響楽団と愛知県芸術劇場コンサートホールにて共演（指揮：齊藤一郎）。
- 2019年、日本・オーストリア国交150周年記念コンサート（ウィーナ・ノイシュタット）に日本人ピアニスト代表として出演。
- 2020年10月18日、一宮市尾西市民会館（愛知県一宮市）にて、一宮シティ合奏団 第27回定期演奏会に出演する予定であったが、新型コロナウイルス感染症の影響により2021年10月17日に延期となった[3]。

## ディスコグラフィ
- モーツァルト：ピアノ・ソナタ集／諸戸詩乃（デビューアルバム、2009年11月25日 発売）[4]

収録曲：
- ピアノ・ソナタ 第12番 ヘ長調 K.332
- ピアノ・ソナタ 第13番 変ロ長調 K.333
- ピアノ・ソナタ 第5番 ト長調 K.283
- ロンド ニ長調 K.485

- シューベルト：即興曲集 作品90＆楽興の時 作品94 ／諸戸詩乃（2ndアルバム、2011年2月25日 発売）[5]

収録曲：
- 即興曲集 作品90 D.899
- 楽興の時 作品94 D.780

- モーツァルト：ピアノ変奏曲集─「トルコ行進曲付き」K.331／諸戸詩乃（3rdアルバム、2013年8月25日 発売、レコード芸術誌準特選盤）[6]

収録曲： 
- 「ああ、お母さん、あなたに申しましょう」による12の変奏曲（通称：きらきら星変奏曲）ハ長調 K.265
- デュポールのメヌエットの主題による9つの変奏曲 ニ長調 K.573
- グルックの「メッカの巡礼たち」のアリエッタ「愚民の思うには」による10の変奏曲 ト長調 K.455
- ピアノ・ソナタ 第11番 イ長調 K.331「トルコ行進曲付き」